# Pharidae
Famille
Synonymes
- Cultellidae Davies, 1935[2]
- Cultellidae[3]

Les Pharidae forment une famille de mollusques bivalves appartenant à la super-famille des Solenoidea et communément appelés couteaux.

## Description
Les couteaux sont des bivalves aux coquilles de forme allongée et symétrique. Les coquilles sont lisses et reliées entre elles sur toute la longueur.
À l'une des extrémités du coquillage se trouve la tête atrophiée et, de l'autre, le pied en forme de hache.

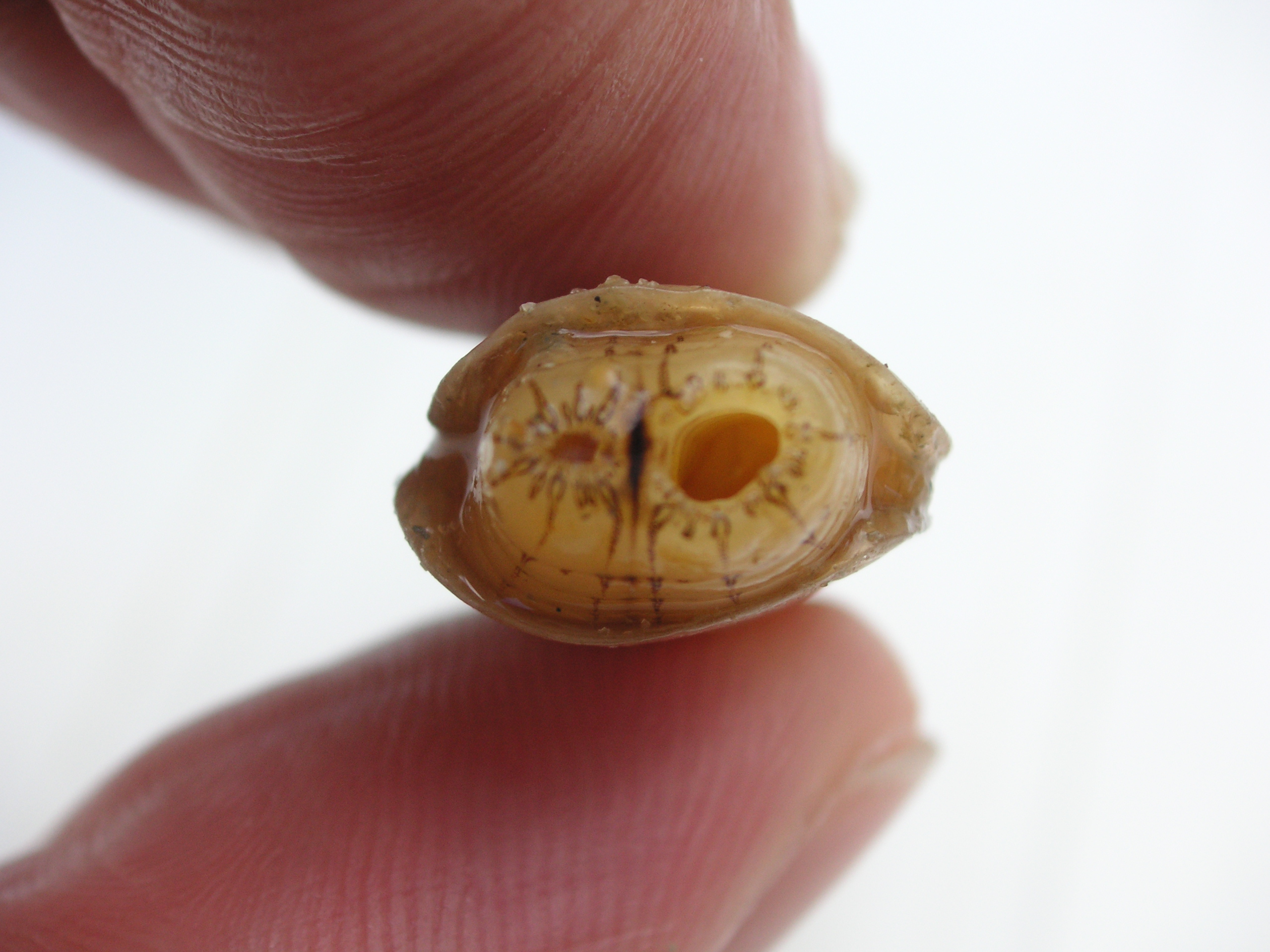
Vue de côté
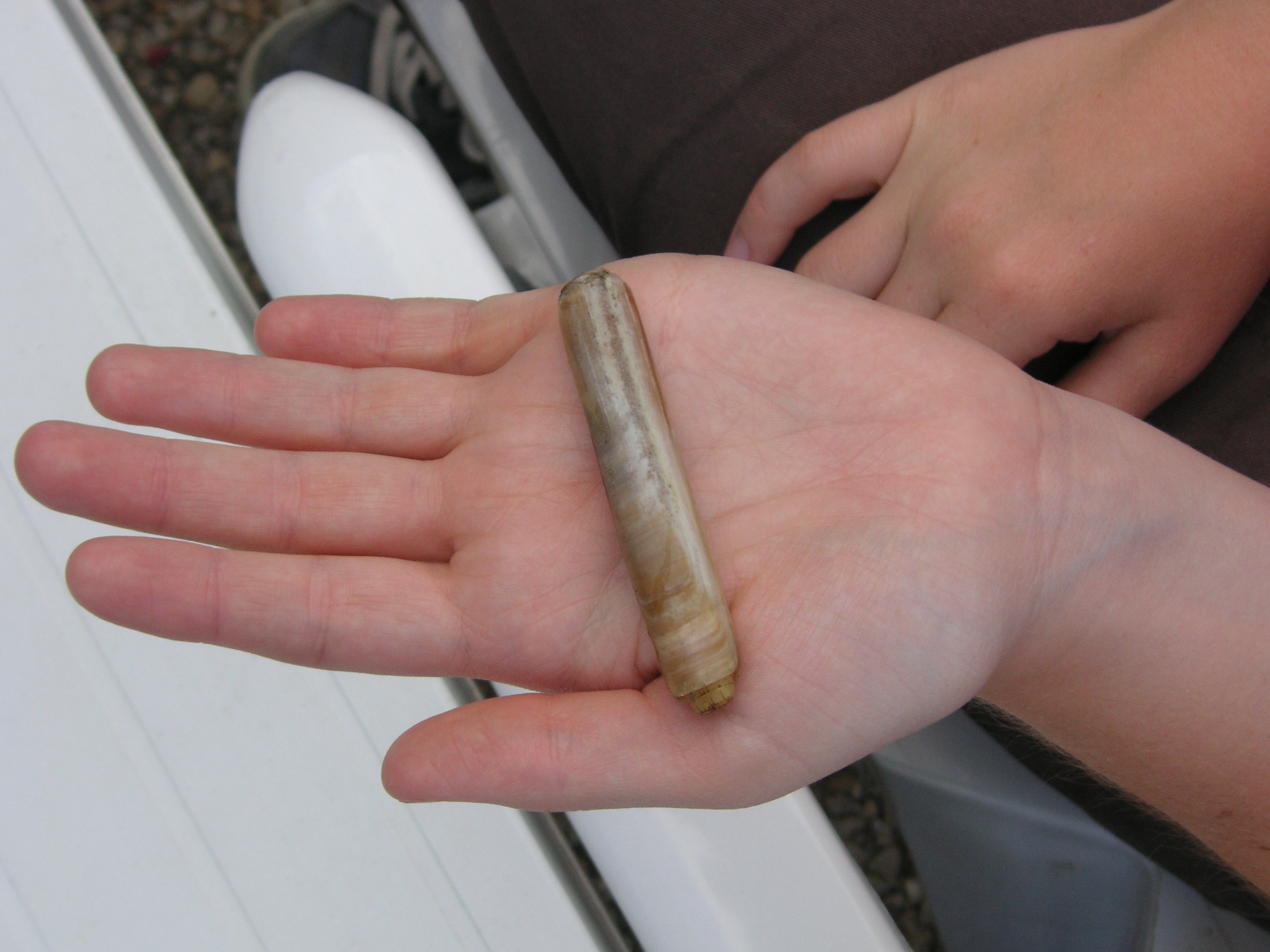
Vue de dessus

## Pêche

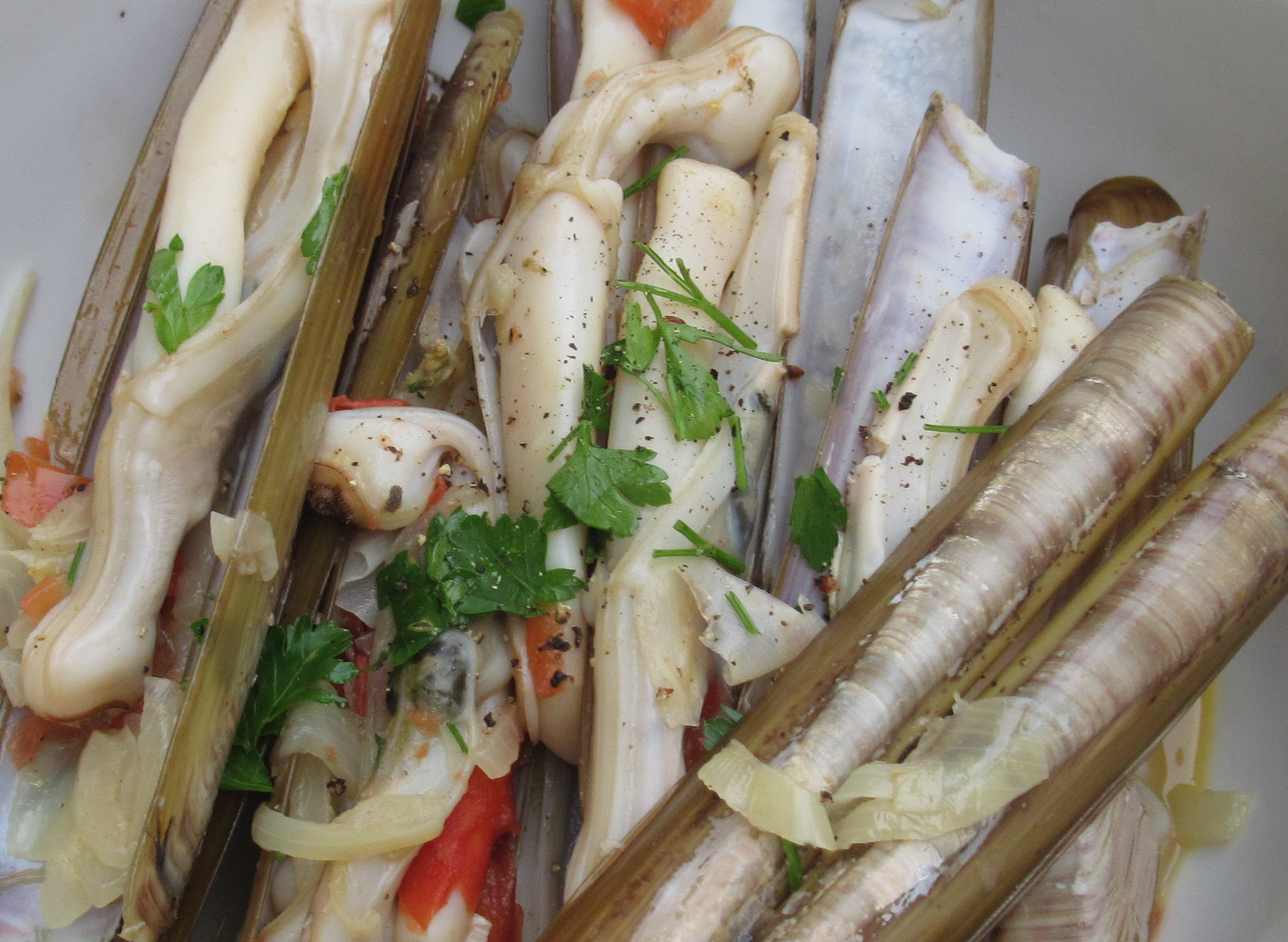
Des couteaux (Ensis sp.) prêts à être dégustés

Le couteau occupe les zones comprises entre les marées les plus hautes et les plus basses de sable à gros grains. Il est aisé à repérer à marée basse par la présence de petits trous en forme de huit.
Comme le couteau s’enfonce dans la vase à 40-50 cm de profondeur, il faut saupoudrer de sel les deux petits conduits d'aération qu'ils forment dans le sable et rajouter un peu d'eau de mer afin que le sel pénètre bien dans le conduit. Puis la concentration en sel devenant trop élevée le couteau sort de son trou pour échapper à ce milieu devenu hostile, il faut attendre qu'ils sortent puisqu'il y aura une saturation de sel (quand on est enfant on nous dit que le couteau croit être à marée haute) et les saisir avant qu'ils ne replongent dans le sable.
Une autre technique plus meurtrière et cruelle consiste à introduire une baleine de parapluie, recourbée à une de ses extrémités, dans le trou, à travers le couteau et à la faire pivoter d’un quart de tour pour extraire le coquillage. Cette seconde méthode abîme la chair blanc crème d’un couteau.
Attention, ils sont méfiants : toujours avoir le vent face à soi et ne pas créer d'ombre sur le trou.
Cette pêche se pratique les jours de grandes marées lorsque la mer se retire au plus loin du rivage.

## Cuisine
Il s'agit d'un coquillage ferme. Ils sont largement cuisinés en Asie et en Europe même s'ils deviennent assez rares dans cette dernière région de par le changement des mentalités en matière de consommation. Ils sont cuits de manière assez simple, souvent sautés avec de l'ail, des fines herbes, du gingembre ou encore du piment, déglacés à l'alcool ou encore à la sauce soja selon les pays. Les couteaux peuvent être congelés et la chair demeure ferme après décongélation.

## Liste des genres
Selon World Register of Marine Species (31 mars 2016) :
- genre Afrophaxas Cosel, 1993
- genre Cultellus Schumacher, 1817
- genre Ensiculus H. Adams, 1860
- genre Ensis Schumacher, 1817
- genre Nasopharus Cosel, 1993
- genre Neosiliqua Habe, 1965
- genre Novaculina Benson, 1830
- genre Orbicularia Deshayes, 1850
- genre Pharella Gray, 1854
- genre Pharus Gray, 1840
- genre Phaxas Leach in Gray, 1852

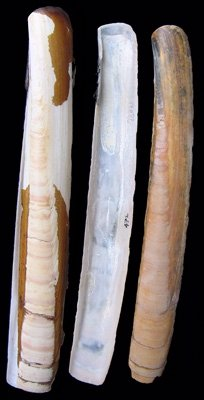
Trois vues de coquilles dEnsis magnus.

- genre Siliqua Megerle von Mühlfeld, 1811
- genre Sinonovacula Prashad, 1924
- genre Sinucultellus Cosel, 1993
- genre Sinupharus Cosel, 1993

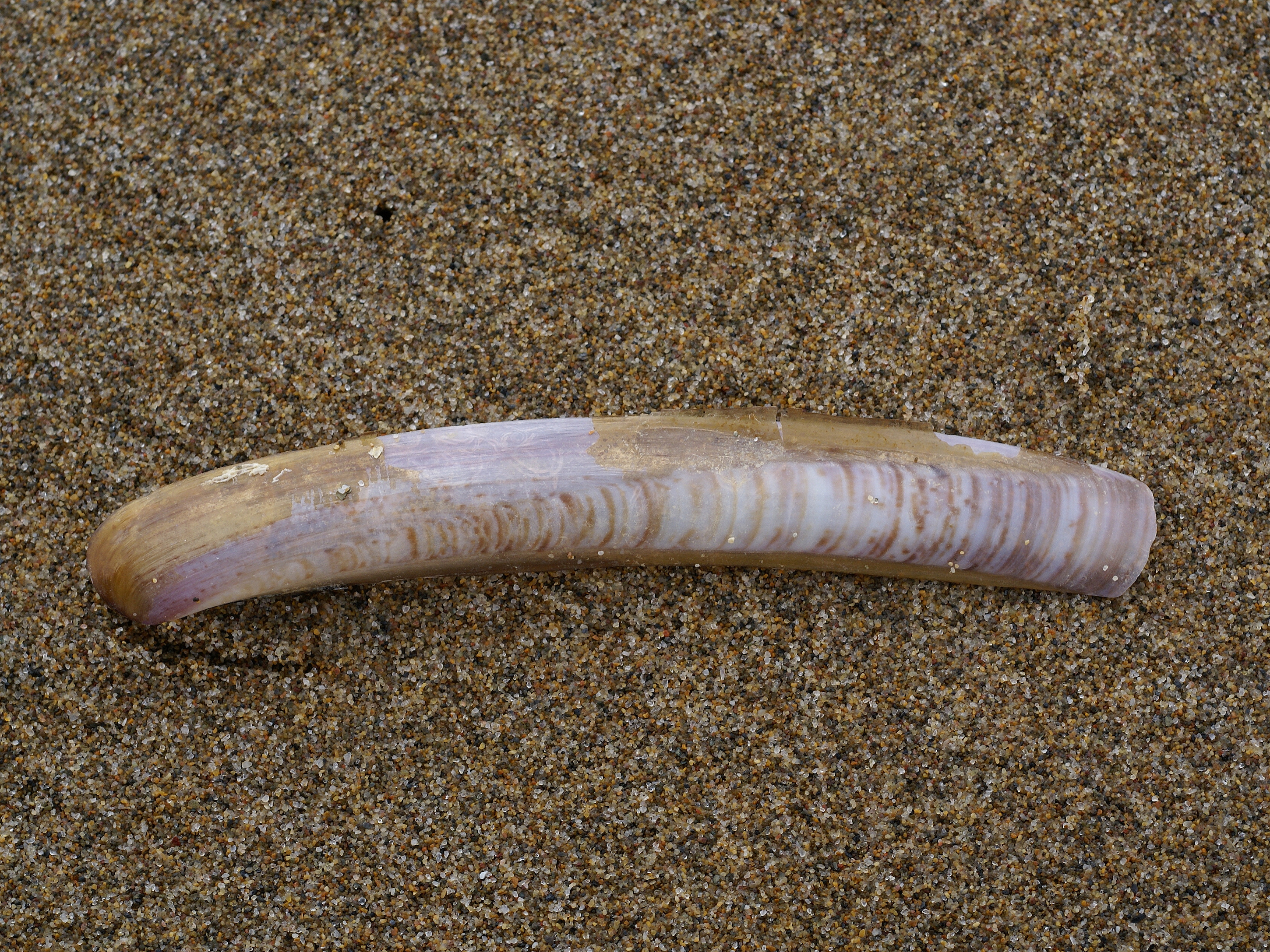
Ensis ensis
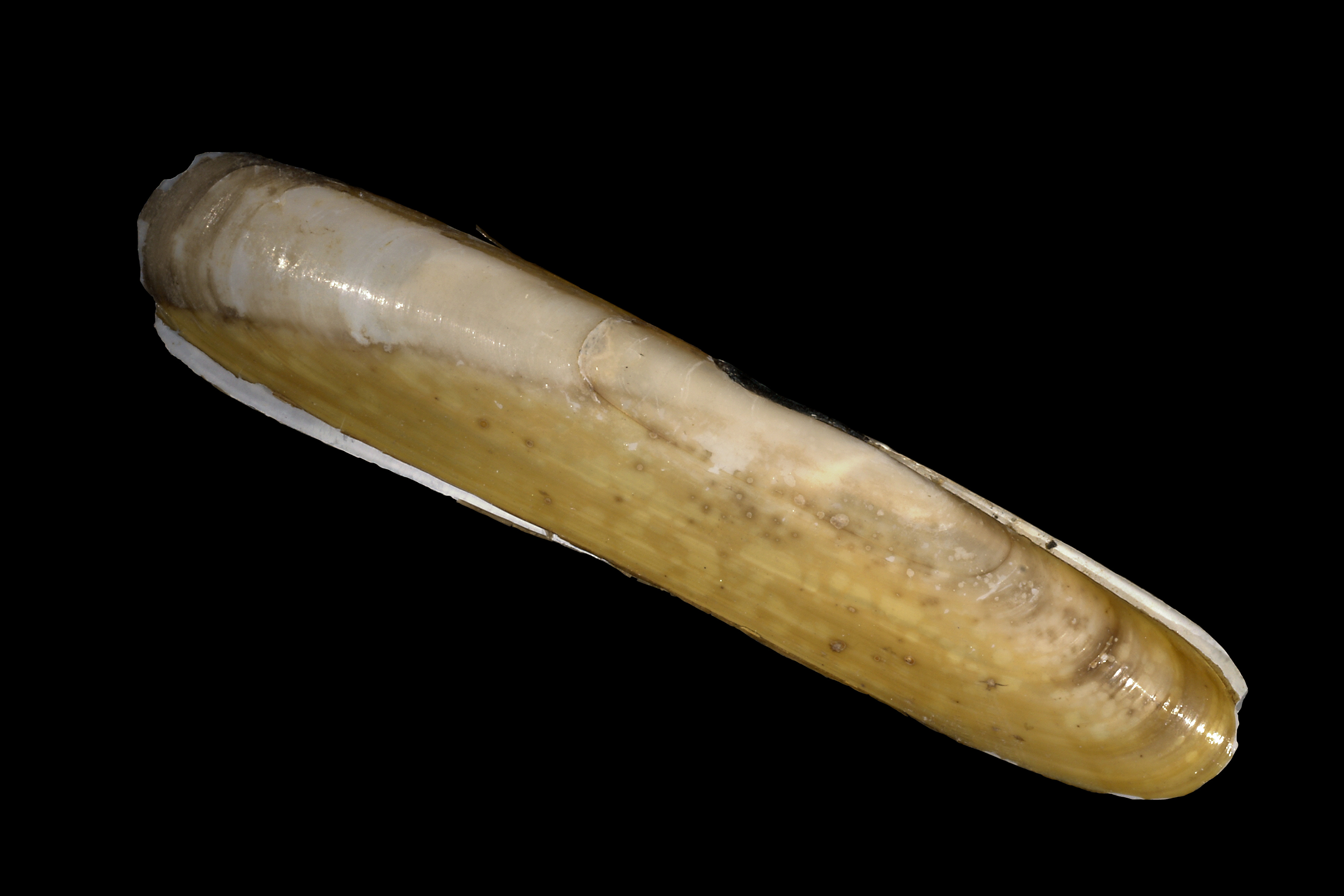
Pharus legumen
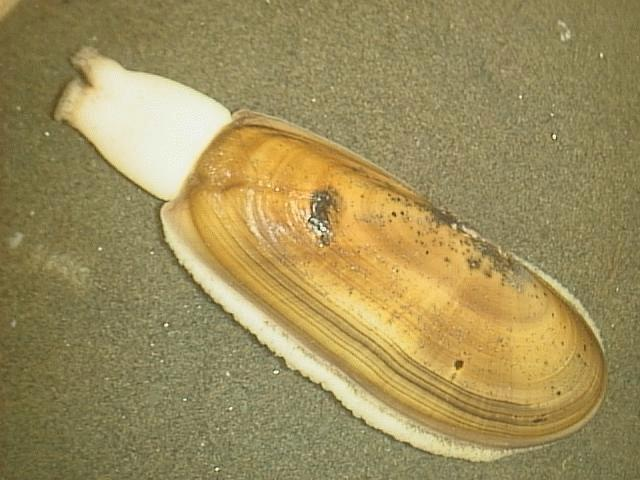
Siliqua patula